# Wilf Smith (Fußballspieler, 1946)
Wilfred Samuel „Wilf“ Smith  (* 3. September 1946 in Neumünster als Wilfred Samuel Schmidt) ist ein ehemaliger englischer Fußballspieler. Von 1963 bis 1977 kam er für sechs Vereine in der Football League First Division, der seinerzeit höchsten Spielklasse im englischen Fußball, in der Football League Second Division und der Football League Third Division, zum Einsatz.

## Karriere

### Vereine
Noch als Kind siedelte Wilfred mit seinen Eltern nach England über, wo er in der Nähe von Sheffield aufwuchs. Die Schmidts änderten ihren Nachnamen in Smith und nahmen die britische Staatsbürgerschaft an.
Wilf, wie die Engländer Wilfred nannten, begann bei den Sheffield Boys mit dem Fußballspielen. Nachdem Talentsichter von Sheffield Wednesday 1960 auf den talentierten Verteidiger aufmerksam geworden waren, verpflichteten sie ihn 1962 für ihre Nachwuchsmannschaft. Nach nur einer Spielzeit rückte er in die Profimannschaft auf und erhielt 17-jährig seinen ersten Profivertrag im September 1963. Von da an bestritt er bis Saisonende 1969/70 206 Punktspiele und erzielte vier Tore.
Mit dem Abstieg seines Vereins als Tabellenletzter wechselte er zur Saison 1970/71 für eine Summe von 100.000 Pfund – nie zuvor wurde solch eine Summe für einen Außenverteidiger gezahlt – zum Ligarivalen Coventry City. Für den Verein bestritt er 135 Punktspiele, erzielte ein Tor und blieb, wie zuvor mit Sheffield Wednesday, sportlich in der unteren Tabellenhälfte. Jeweils zum Saisonende 1974 und 1975 wurde er über ein Leihgeschäft zunächst an den Drittligisten Brighton & Hove Albion, des Weiteren an den Zweitligisten FC Millwall abgegeben.
Von März 1975 bis November 1976 bestritt er für den Zweitligisten Bristol Rovers 54 Punktspiele, in denen er zwei Tore erzielte. Zuletzt spielte er die Saison übergreifend von 1976 bis 1977 für den Drittligisten FC Chesterfield; danach beendete er seine Fußballerkarriere.

### Nationalmannschaft
Auf eine internationale Karriere in den Farben seines neuen Heimatlandes hoffend, kam Schmidt für eine der Nachwuchsmannschaften zum Einsatz und bestritt an der Seite der späteren Torhüter-Legende Peter Shilton sechs Länderspiele für die englische U23-Auswahl – für ein A-Länderspiel sollte es allerdings nie reichen.

## Sonstiges
Mit seinen 341 Spielen (fünf Tore) in der höchsten englischen Liga ist Wilf Smith der Deutsche mit den zweitmeisten Einsätzen. Lediglich Manchester Citys legendärer Torhüter Bert Trautmann schnupperte mit 363 Spielen mehr Erstligaluft, gefolgt von Robert Huth mit 322 Ligaspielen.
Nach seiner Fußballerkarriere versuchte er sich als Geschäftsmann und soll als Inhaber einer Discount-Kette Millionen verdient haben.